# Karl-Gustav Dahlström
Karl-Gustav Dahlström, folkbokförd Karl Gustaf Emanuel Dahlström, född 28 februari 1904 i Sorunda församling i Stockholms län, död 3 maj 1994 i Sköns församling i Sundsvall i Västernorrlands län, var en svensk idrottsman (medeldistanslöpare). Han tävlade för IK Göta.
Dahlström vann SM på 1 500 meter år 1930.